# Gato-tigre
O gato-tigre (Dasyurus maculatus), apesar do nome não é um gato (animal da família dos felinos) mas sim um mamífero marsupial carnívoro, natural da Austrália. Também é conhecido como quoll-de-cauda-pintada. Os machos chegam a pesar 7 kg e as fêmeas 4 kg, dos marsupiais predadores existentes só perde para o diabo-da-tasmânia (Sarcophilus), que, como o próprio nome indica só é encontrado na Tasmânia. É o maior marsupial carnívoro da Austrália continenta.
- Nome Popular: Gato-tigre ou quoll-de-cauda-pintada
- Nome Científico: Dasyurus maculatus (Kerr, 1792)
- Sinônimo do nome científico da espécie: Mustela novaeholandiae; Dasyurus ursinus;

## Características
O gato-tigre mede cerca de 35–75 cm de comprimento e tem uma cauda de cerca de 34–50 cm. É também 50% maior do que as outras espécies de quolls. As fêmeas são menores do que os machos: enquanto as fêmeas crescem a quatro quilos, os machos podem atingir até sete quilos. Como outros quolls, esta espécie tem o pelo espesso, marrom ou preto, com pelos mais claro na parte inferior. Pequenas manchas brancas cobrem o corpo, incluindo a cauda peluda, que também podem ter uma ponta branca. Tem um focinho pontudo, com narinas rosea úmida, olhos brilhantes e dentes afiados. Sulcos nas almofadas das patas lhes permitem subir em árvores.
Esta espécie foi descrita pela primeira vez em 1792 por Robert Kerr, o escritor e naturalista escocês, que colocou-a no gênero Didelphis, que inclui várias espécies de gambás americano. O nome da espécie, maculatus, indica que esta espécie é toda manchada.

## Hábitos alimentares
Este quoll alimenta-se de uma grande variedade de presas, incluindo: insetos, lagostins, lagartos, pássaros, pequenos mamíferos e anfíbios mas também ataca presas maiores como: lebres, cobras, patos, gansos, ornitorrincos, coelhos, vombats, possums, pademelons, coalas e até wallabies. Eles podem ser vistos se alimentando das carcaças de animais maiores, como cangurus, porcos ferais, gado e dingos.

## Predadores
Os quolls, por sua vez, podem ser predados pelo diabo-da-Tasmânia, pela coruja-mascarada-australiana e pelo dingo. Também pode ser predado pela águia-audaz e por grandes pítons.

## Características de reprodução
Produz uma ninhada por ano, com 4 ou 6 filhotes. O período de gestação é de cerca três semanas. A bolsa se desenvolve durante a época de reprodução, e é aberta para a cauda. Os filhotes permanecem na bolsa de sua mãe por cerca de sete semanas, e que leva cerca de 18 semanas para se tornarem independentes da mãe. A maturidade sexual é atingida após um ano. O quoll pode viver até 4 ou 5 anos.

## Habitat
Florestas tropicais e temperadas, savanas tropicais do leste da Austrália;

## Distribuição Geográfica
Leste de Queensland, Leste de Nova Gales do Sul, leste e sul de Victoria, sudeste da Austrália Meridional, Tasmânia.

## Subespécies
- Subespécie: Dasyurus maculatus bowlingi (Spencer e Kershaw, 1910)

Nome popular da subespécie: Gato-tigre da ilha King;
Sinônimo do nome científico da subespécie: Dasyurus bowlingi;
Local: Ilha King, no Estreito de Bass;
- Subespécie: Dasyurus maculatus gracilis (Ramsay, 1888)

Nome popular da subespécie: Gato-tigre de Queensland;
Sinônimo do nome científico da subespécie: Dasyurus gracilis;
Local: nordeste tropical de Queensland;
- Subespécie: Dasyurus maculatus maculatus (Kerr, 1792)

Nome popular da subespécie: Gato-tigre da Austrália continental;
Sinônimo do nome científico da subespécie: Dasyurus macrourus; Mustela novaehollandiae;
Local: Nova Gales do sul, Queensland; Austrália Meridional, Victória e Tasmânia;
- Subespécie: Dasyurus maculatus novaehollandiae? (Meyer, 1793)

Sinônimo do nome científico da subespécie: Mustela novaehollandiae;
Nota: Considerado sinônimo de Dasyurus maculatus;
Local: Nova Gales do sul;

## Fonte
- Este artigo foi inicialmente traduzido, total ou parcialmente, do artigo da Wikipédia em inglês cujo título é «Tiger Quoll», especificamente desta versão.